# Jenö Kollarits
Jenö Kollarits (ur. 1870, zm. 1940) – węgierski lekarz psychiatra i neurolog. Pamiętany jest jako badacz czynności omyłkowych i dyspraksji.

## Wybrane prace
- Bemerkung Über Torticollis hystericus[2]. 1907
- Charakter und Nervosität Vorlesungen über Wesen des Charakters und der Nervosität und über die Verhütung der Nervosität  . Berlin: Springer, 1912